# Василиос Тавандзис
Василиос Тавадзис (на гръцки: Βασίλειος Ταβαντζής) е гръцки общественик и политик.

## Биография
Роден е в 1896 година в македонския град Катерини, но родителите му са от Костур. В 1925 година е избран за член на общинския съвет на Катерини. В 1947 г. е назначен за кмет, като управлява до 1949 година по времето на Гражданската война. След войната през 1951 е избран за член на градския съвет. През 1959 г. той е избран за кмет с огромно мнозинство. Осъществява важни транспортни - прокарване на пътища, и озеленителни проекти в града. Умира в 1966 година и е погребан в гробщето Агия Екатерина.